# Dzsibuti a 2016. évi nyári olimpiai játékokon
Dzsibuti a brazíliai Rio de Janeiróban megrendezett 2016. évi nyári olimpiai játékok egyik részt vevő nemzete volt. Az országot az olimpián 3 sportágban 7 sportoló képviselte, akik érmet nem szereztek.

## Atlétika
Férfi
| Versenyző              | Versenyszám    | Előfutam      | Előfutam      | Előfutam      | Elődöntő | Elődöntő | Elődöntő | Döntő   | Döntő    |
| Versenyző              | Versenyszám    | Idő           | Hely.         | Össz.         | Idő      | Hely.    | Össz.    | Idő     | Helyezés |
| ---------------------- | -------------- | ------------- | ------------- | ------------- | -------- | -------- | -------- | ------- | -------- |
| Ayanleh Souleiman      | 800 m          | 1:45,48       | 1.            | 2.            | 1:45,19  | 4.       | 11.      | kiesett | kiesett  |
| Ayanleh Souleiman      | 1500 m         | 3:39,25       | 3.            | 12.           | 3:39,46  | 2.       | 2.       | 3:50,29 | 4.       |
| Abdi Waiss Mouhyadin   | 1500 m         | nem ért célba | nem ért célba | nem ért célba | kiesett  | kiesett  | kiesett  | kiesett | kiesett  |
| Mohamed Ismail Ibrahim | 3000 m akadály | 8:53,10       | 12.           | 39.           |          |          |          | kiesett | kiesett  |
| Mumin Gala             | Maraton        |               |               |               |          |          |          | 2:13:04 | 12.      |

Női
| Versenyző     | Versenyszám | Előfutam | Előfutam | Előfutam | Elődöntő | Elődöntő | Elődöntő | Döntő   | Döntő    |
| Versenyző     | Versenyszám | Idő      | Hely.    | Össz.    | Idő      | Hely.    | Össz.    | Idő     | Helyezés |
| ------------- | ----------- | -------- | -------- | -------- | -------- | -------- | -------- | ------- | -------- |
| Kadra Mohamed | 1500 m      | 4:42,67  | 12.      | 39.      | kiesett  | kiesett  | kiesett  | kiesett | kiesett  |

## Cselgáncs
Férfi
| Versenyző      | Versenyszám | Selejtező         | 32-es főtábla                    | Nyolcaddöntő      | Negyeddöntő       | Elődöntő          | Vigaszág elődöntő | Bronz- mérkőzés   | Döntő             | Helyezés |
| Versenyző      | Versenyszám | Ellenfél Eredmény | Ellenfél Eredmény                | Ellenfél Eredmény | Ellenfél Eredmény | Ellenfél Eredmény | Ellenfél Eredmény | Ellenfél Eredmény | Ellenfél Eredmény | Helyezés |
| -------------- | ----------- | ----------------- | -------------------------------- | ----------------- | ----------------- | ----------------- | ----------------- | ----------------- | ----------------- | -------- |
| Anass Houssein | Harmatsúly  | erőnyerő          | Ma Duanbin (CHN) · 000(0)–110(0) | kiesett           | kiesett           | kiesett           |                   |                   |                   | 17.      |

## Úszás
Férfi
| Versenyző    | Versenyszám | Előfutam | Előfutam | Előfutam | Elődöntő | Elődöntő | Elődöntő | Döntő   | Döntő    |
| Versenyző    | Versenyszám | Idő      | Hely.    | Össz.    | Idő      | Hely.    | Össz.    | Idő     | Helyezés |
| ------------ | ----------- | -------- | -------- | -------- | -------- | -------- | -------- | ------- | -------- |
| Bourhan Abro | 50 m gyors  | 27,13    | 5.       | 74.      | kiesett  | kiesett  | kiesett  | kiesett | kiesett  |